# Marxizmus

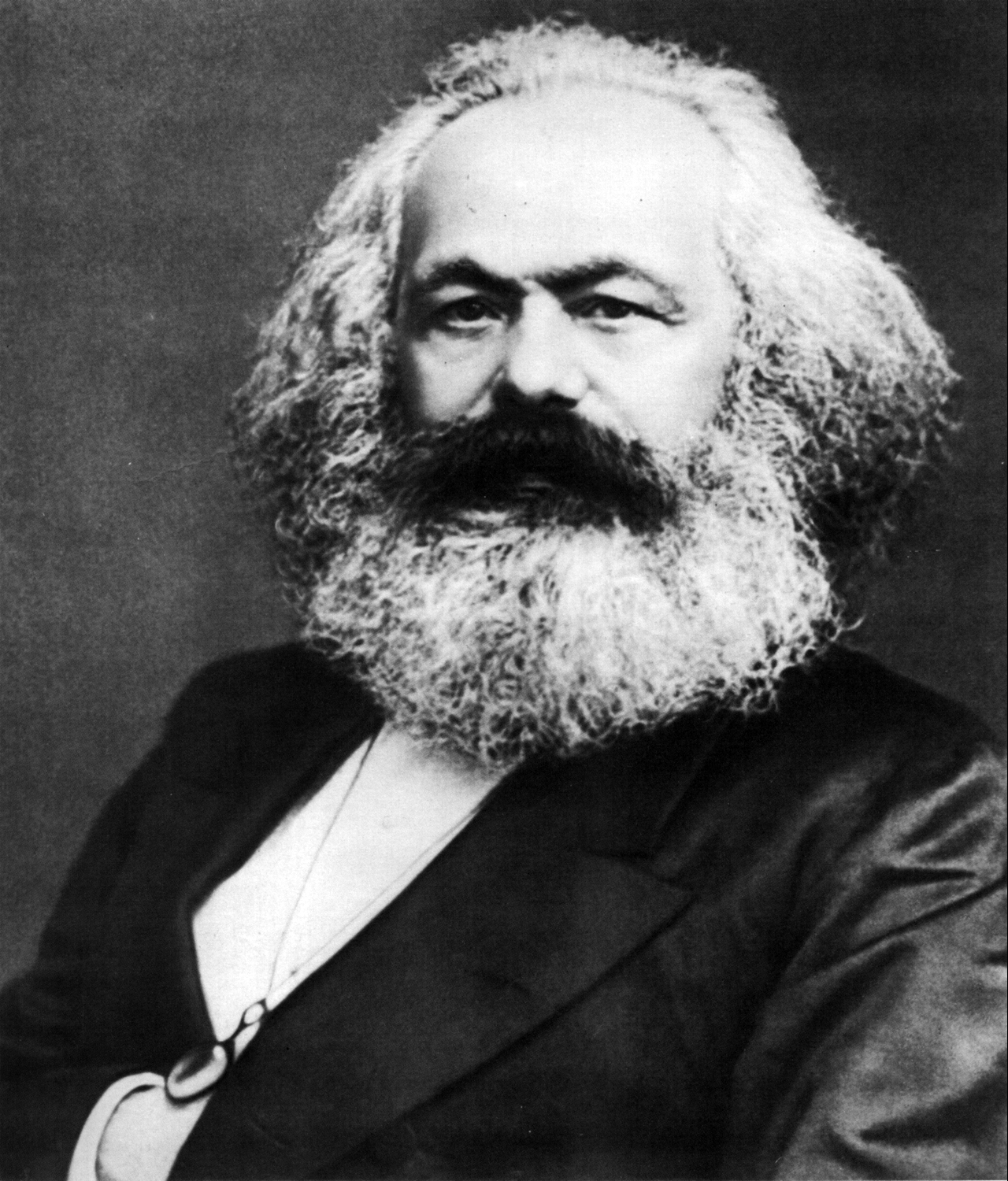
Karl Marx

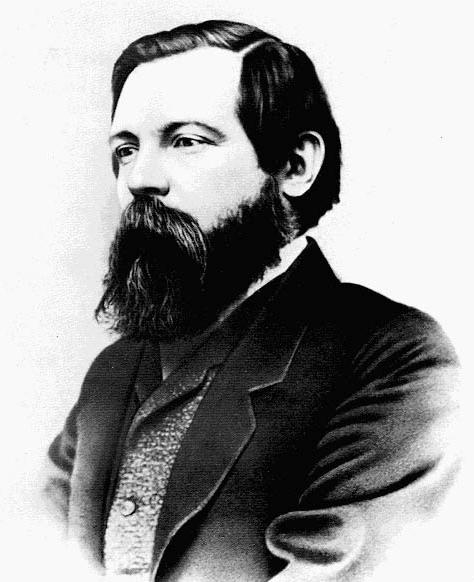
Friedrich Engels

A marxizmus Karl Marx és Friedrich Engels szerves egységet alkotó tanainak összessége, valamint az erre hivatkozó társadalomelméleti irányzatok és politikai ideológiák együttese. A marxista tanokat Engels „tudományos szocializmus”-nak nevezte, és a Marxszal folytatott közös munkáin túl ő kezdte meg Marx munkáinak rendszerezését. Lenin szerint a marxizmus három fő részre tagolható: a marxista filozófiára, a marxista gazdaságelméletre és a marxista politikaelméletre.
„A marxizmus nem pusztán régi elméleti korpusz, hanem a modern világ megértésének sajátos nézőpontja, melynek társadalmi jelentőségét – követőik számát tekintve – csak a nagy világvallások múlják felül, és az emberi identitás modern kikristályosodási pontja, mely tekintetben csak a nacionalizmus előzi meg. A marxizmus az 1880-as évektől az 1970-es évekig tartó időszakban tett szert kiemelkedő történelmi jelentőségre, amikor a modernitás dialektikáját képviselő két legjelentősebb társadalmi mozgalom – a munkásmozgalom és a gyarmati felszabadító mozgalom – fő intellektuális kultúrájává vált.”
Keletkezésétől napjainkig képviselői rengeteg félremagyarázásnak, üldözésnek, támadásnak voltak kitéve, miközben a marxizmus ellentmondásos, zsákutcákkal tarkított fejlődésen és differenciálódáson ment keresztül. Története szorosan összefonódik a modern kor kapitalizmusának történelmével, azon belül is a kapitalizmusellenes osztálykonfliktusok és forradalmak történetével, amelyek ismerete nélkülözhetetlen megértéséhez. A marxista ideológiára hivatkozva különböző megvalósítási kísérletek is történtek, ám követői a legfőbb kitűzött célt, az ideális társadalmat nem valósították meg, miközben árnyékot vet az ideológiára, hogy tízmilliók vesztették életüket a marxizmus és a marxizmusra hivatkozó irányzatok nevében elkövetett visszaélések miatt.

## A fogalom keletkezése
Az 1870-es évek végén Paul Lafargue és Jules Guesde vezette fiatal szocialisták nevezték magukat elsőként marxistáknak. Marx ezt nem vette valami jó néven, mivel nézeteiket sok tekintetben epigonizmus, leegyszerűsítés, frázispufogtatás, dogmatizmus jellemezte, amit számos levelében kritizált, kigúnyolt, egyik ironikus kifakadását Lafargue-gal kapcsolatban Friedrich Engels a következőképpen idézte fel emlékezetében: „Nos, a franciaországi úgynevezett »marxizmus« kétségtelenül egészen sajátos termék, mégpedig annyira, hogy Marx azt mondta Lafargue-nak: »ce qu’il y a de certain c’est que moi, je ne suis pas marxiste«” (Csak az bizonyos, hogy [ha ő az] én nem vagyok marxista.) Az anarchista Paul Brousse: Le Marxisme dans l’Internationale (Paris, 1882) című munkájában szerepel a legelsők között nyilvános írásműben a marxizmus elnevezés, majd Engels hozzájárulásával Karl Kautsky Die Neue Zeit című lapjával terjeszti el széleskörűen. Kautsky magát ortodox marxistának nevezte és revizionista riválisa Eduard Bernstein is használta később ezt a kifejezést.

## Történelemfilozófia

### Természet és ember
Az ember történelmi folyamat részeként létezik. Ennek során a természettel anyagcserét folytat, azt fokozatosan „szervetlen testévé teszi mind annyiban, hogy a természet (...) közvetlen létfenntartási eszköz, mind annyiban, hogy (...) élettevékenységének az anyaga, a tárgya és a szerszáma”. Az ember az állattól abban különbözik, hogy „Az állat közvetlenül egy az élettevékenységével, nem különbözteti meg magát tőle. Ő maga az. Az ember magát az élettevékenységét akarása és tudata tárgyává teszi. Tudatos élettevékenysége van. (...) Tevékenysége (...) szabad tevékenység”.
A tudatos, szabad emberi munka tehát az ember legfontosabb, legsajátabb tulajdonsága. „...az egész úgynevezett világtörténelem nem más, mint az embernek az emberi munka által való létrejövése...” . Ugyanakkor „Maga a történelem a természettörténetnek, a természet emberré levésének valóságos része. A természettudomány később éppúgy be fogja sorolni maga alá az emberről szóló tudományt, mint az emberről szóló tudomány a természettudományt: egy tudomány lesz”.
Ez a folyamat nem egyenes irányú, hanem tagadásokon keresztül vezet, a hegeli logika tézis – antitézis – szintézis sémája szerint, de fordítva, a kiindulópont az önmagával azonos természet, amely létrehozza az embert, amely attól elkülönül, szembe kerül vele, elidegenül tőle, hogy utána egy magasabb szinten újra egységbe kerüljön vele, és ez „…az embernek a természettel és az emberrel való ellentmondásos harcának igazi feloldása, az exisztencia és a lényeg, a tárgyiasulás és önigazolás, a szabadság és szükségszerűség, az egyén és a nem közötti harc igazi feloldása”.
Az ember a természettörténetből nem mint egyén lép elő, hogy aztán fokozatosan társadalmiasuljon, hanem fordítva, kezdetben „nembeli”, szorosan egy természetadta közösséghez tartozó lény: „Eredetileg mint nembeli lény, törzsi lény, csordaállat jelenik meg – bár semmiképpen mint politikai értelemben való zóon politikon.” A történelem annak folyamata, hogyan szabadul meg az ember fokozatosan ezektől a közösségi kötelékektől, hogyan válik fokozatosan szabad egyénné. A jövő titka pedig az, hogyan fog az ember – a tagadás tagadása révén – atomizált, elidegenült világából kitörve egy magasabb fokon újra társadalmi, nembeli lénnyé válni.

### Ember és viszonyai
„Életük társadalmi termelésében az emberek meghatározott, szükségszerű, akaratuktól független viszonyokba, termelési viszonyokba lépnek, melyek anyagi termelőerőik meghatározott fejlődési fokának felelnek meg. Az anyagi élet termelési módja határozza meg a társadalmi, politikai és szellemi életfolyamatot általában. Nem az emberek tudata az, amely létüket, hanem ellenkezőleg, társadalmi létük az, amely tudatukat meghatározza.” A fejlődés, a társadalmi haladás dinamikája abból adódik, hogy „A társadalom anyagi termelőerői, fejlődésük bizonyos fokán, ellentmondásba jutnak a meglevő termelési viszonyokkal, vagy ami ennek csak jogi kifejezése, azokkal a tulajdonviszonyokkal, amelyek között eddig fejlődtek. (...) A gazdasági alap megváltozásával lassabban vagy gyorsabban forradalmi átalakuláson megy át az egész óriási felépítmény”, vagyis a gazdasági termelési feltételekre épülő 
„...jogi, politikai, vallási, művészi vagy filozófiai, egyszóval ideológiai formák...” összessége.
„Nagy vonásokban az ázsiai, antik, feudális és modern polgári termelési módok jelölhetők meg a gazdasági társadalomalakulat progresszív korszakaiként.” Ezek mindegyike belső konfliktusokat, ellentéteket hordoz magában „...nem az egyéni ellentétek, hanem az egyének társadalmi életfeltételeiből fakadó ellentét értelmében...”, tehát az egyének mint meghatározott társadalmi osztályok tagjai kerülnek szembe egymással.
„A polgári termelési viszonyok a társadalmi termelési folyamatnak utolsó antagonisztikus formája...”, mert itt az előző formációk szövevényes osztályellentétei a tőkés és a bérmunkás szembenállására egyszerűsödnek. De „...a polgári társadalom ölében fejlődő termelőerők megteremtik egyúttal azokat az anyagi feltételeket, amelyek ennek az ellentétnek a feloldásához szükségesek. Ezzel a társadalmi alakulattal lezárul tehát az emberi társadalom előtörténete.”
A polgári termelési viszonyok, a kapitalizmus alatt eddig sosem látott mértékben növekednek a termelőerők, a munka a bérmunka formájában egyre inkább közösségi, társadalmi jelleget ölt, szemben a tőkés elsajátítás egyéni jellegével. „...A tőkemonopólium bilincsévé válik annak a termelési módnak, amely vele és alatta virágzott fel. A termelési eszközök centralizációja és a munka társadalmasítása olyan pontot ér el, amelyen már nem fér meg tőkés burkában. A burkot szétrepesztik. Üt a tőkés magántulajdon végórája. A kisajátítókat kisajátítják. A tőkés termelési módból eredő tőkés elsajátítási mód, ennélfogva a tőkés magántulajdon az első tagadása az egyéni, saját munkán alapuló magántulajdonnak. De a tőkés termelés egy természeti folyamat szükségszerűségével létrehozza saját tagadását. Ez a tagadás tagadása. Ez nem állítja vissza a magántulajdont, de helyreállítja az egyéni tulajdont a tőkés korszak vívmánya: a kooperáció és a földnek valamint a maga a munka által termelt termelési eszközöknek a közös birtoklása alapzatán.”

## Gazdaságelmélet

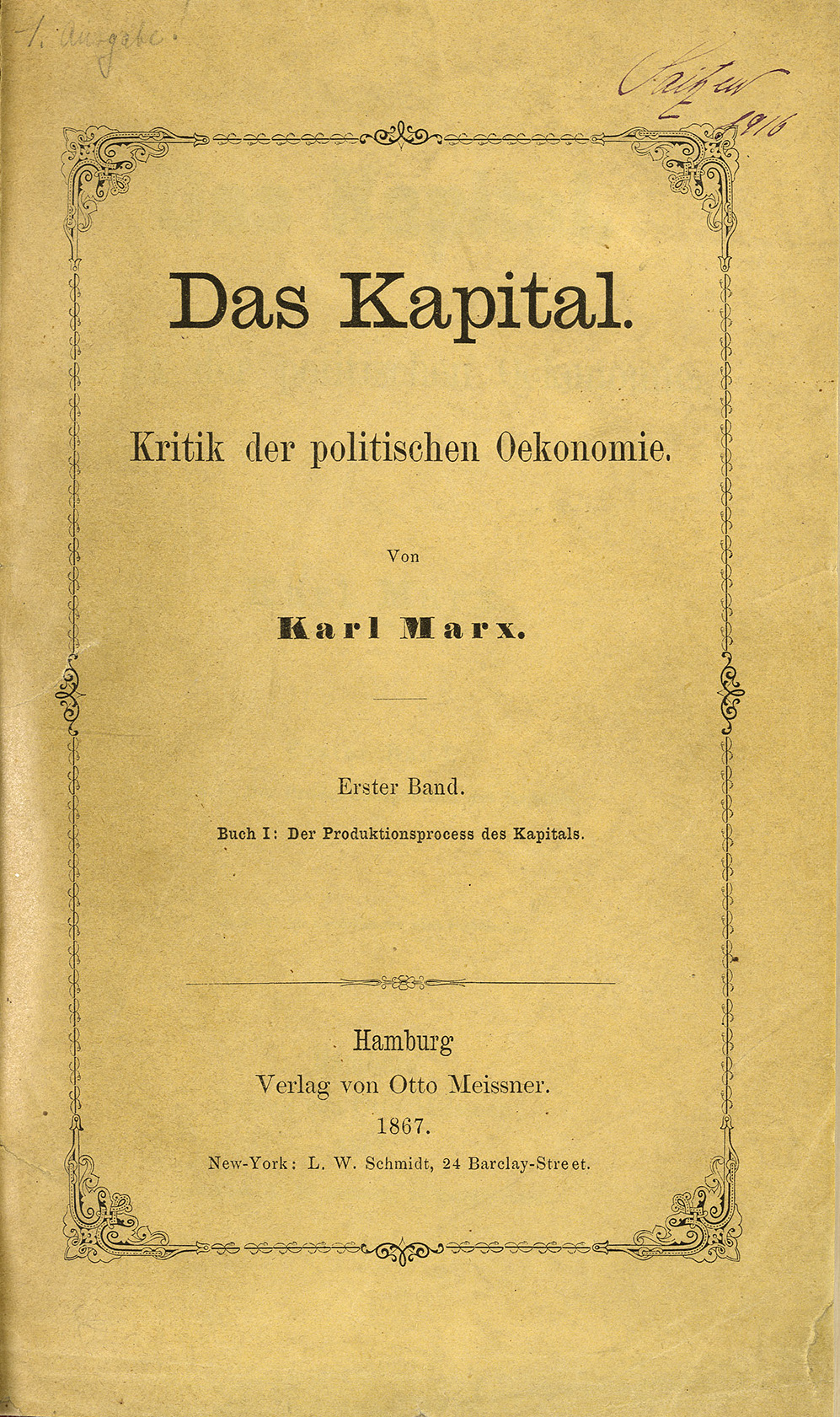
A tőke címlapja

Marx gazdaságelméletét háromkötetes fő művében, A tőkében fejtette ki. Ebben a gazdaság elemzésére új módszert vezetett be. A gazdasági eseményeket a történeti háttér előtt, fejlődésük folyamatában szemlélte, nem pedig tértől és időtől elvonatkoztatva. Az emberek gazdasági cselekvéseit nem egy állandó emberi természet valamely tulajdonsága – például az önérdekkövetés – magyarázza, hanem a mindenkori ember és a mindenkori társadalom kapcsolata dialektikus: az aktuális társadalmi viszonyok közé születő ember maga is alakítója eme viszonyoknak. A társadalmi (benne a gazdasági) szféra ekkor egy óriási társasjátékhoz hasonlítható, amelynek a szabályait a legtöbben elfogadják. (Ennek nem természetes voltát jól látnánk, ha nem folyamatosan születnének eme viszonyok közé az emberek, hanem – mondjuk – 60 évente születnének 60 évig élő teljes generációk.) Ugyanakkor az óriási társasjáték nem teszi lehetővé, hogy tetszés szerint javítsunk helyzetünkön, hiszen az csak kollektíve lehetséges. A változtatás szabályai, formái és közvetítői is részei a játéknak.
Marx szerint a kapitalista gazdaságot jellemző alapvető és uralkodó viszony az áruviszony. Az áru egyszerre fizikai tárgy szükségletkielégítésre alkalmas tulajdonságokkal, és egyszerre mással pénzre vagy másik árura elcserélhető valami. Az előbbit hívjuk az áru használati értékének, az utóbbit az áru csereértékének. A csereérték tehát már feltételez egy viszonyt a többi emberrel szemben. A magántulajdon miatt az áru tulajdonosa kizárhatja a többieket az áru jellemzőinek kollektív vagy egyéni hasznosításából. Ezt a szeparációt a közösség fenntartja és legitimként ismeri el. A kereskedelem során az áruból pénz lesz, a pénzből megint csak áru. A pénz a rendszerben kering, ahová a termelés után belépnek és ahonnan a végső fogyasztás előtt kilépnek az áruk. Nem közvetlenül kapcsolódik össze a termelés és a fogyasztás, a szükségletek és a kapacitások összehangolása a piac közvetítésével történik. A liberális közgazdászok elismerik, hogy a piacon keresztül történő összehangolás nem tökéletes, de szerintük 1) még mindig jobb, mint bármely más alternatíva (mondjuk a tervgazdaság vagy az állami beavatkozás); 2) a piac hibái korrigálhatók; végül 3) a piac hosszú távon mindenképpen létrehozza az összhangot, azaz kialakul a harmónia. Marx kritikája nem is a piac hatékony vagy nem hatékony összehangoló erejét támadja, hanem a elképzelést magját: ha a termelés piacra történik, akkor nem a használati érték előállítása motiválja a termelőt, hanem az, hogy könnyen és drágán értékesíthesse az általa termelt árut, azaz minél nagyobb legyen árujának a csereértéke, a fogyasztót pedig az, hogy minél olcsóbban jusson használati értékhez. A termelést nem az érték, hanem a csereérték növelése hajtja előre.

## Marx gondolatai saját nézeteiről

### Társadalomfilozófia
„Az előfeltételek, amelyekkel kezdjük, nem dogmák, hanem valóságos előfeltételek, amelyektől csak a képzeletben lehet elvonatkoztatni. Ezek az előfeltételek a valóságos egyének, cselekvésük és anyagi életfeltételeik, mind azok, amelyeket készen találtak, mind azok, amelyeket saját cselekvésükkel hoztak létre.”

### Munkaelmélet
„Az áru eredetileg mint kettős valami jelent meg előttünk: mint használati érték és mint csereérték. Később kitűnt, hogy a munkának, amennyiben értékben fejeződik ki, szintén nem ugyanazok már az ismertetőjelei, amelyekkel mint használati értékek létrehozója rendelkezik. Az áruban foglalt munka e kettős természetét először én mutattam ki kritikai módon.”

### Osztályelmélet
„Ami […] engem illet, nem az én érdemem, sem a modern társadalomban levő osztályok létezésének, sem ezek egymással való harcának felfedezése. Polgári történetírók már jóval előttem ábrázolták az osztályok e harcának történelmi fejlődését, polgári közgazdászok pedig az osztályok gazdasági anatómiáját. Ami újat én cselekedtem, az annak bebizonyítása volt, 1. hogy az osztályok létezése csupán a termelés fejlődésének meghatározott történelmi szakaszaihoz van kötve; 2. hogy az osztályharc szükségszerűen a proletariátus diktatúrájához vezet; 3. hogy maga ez a diktatúra csak átmenet valamennyi osztály megszüntetéséhez és az osztály nélküli társadalomhoz.”

## A marxista ideológia
A 19. század második felétől a marxizmus fogalom- és eszmerendszerét több, magát forradalminak minősítő politikai mozgalom és párt a programjába foglalta, később pedig a Szovjetunió, és annak állami berendezkedését mintaként követő államok az állami ideológia részeként fogadták el. Ennek következtében a marxista irodalom igen terjedelmessé, ám színvonalában szélsőségesen egyenetlenné vált, miközben – a hatalmi viszonyoktól függően – a marxizmus megítélését egyrészt politikai előítéletek, másrészt politikai elfogultságok terhelték meg.
Marx azt hangsúlyozta, hogy az ideális társadalom megteremtéséhez szükség van egy átmeneti, politikai korszakra, ezért a megvalósítást két elméleti szakaszra bontotta. Az első, szocializmusnak nevezett szakaszban az állam és a jog még megmarad, a javak elosztása pedig a végzett munkateljesítmény alapján történik. Ebben a szakaszban azonban a társadalmon belüli egyenlőtlenségek, konfliktusok még nem szűnhetnek meg. Az elérendő végső fázis a kommunizmus, ahol már a szükségletek szerinti elosztás rendszere valósulhat meg. A saját társadalmi modelljüket "szocializmusként" meghatározó államok közül a kommunista kormányzású országokban a marxista ideológiát kizárólagosként fogadták el, szemben a szociáldemokrata vezetésű, ún. skandináv típusú pluralista ideológiájú országokkal.

## Lenin a marxizmusról

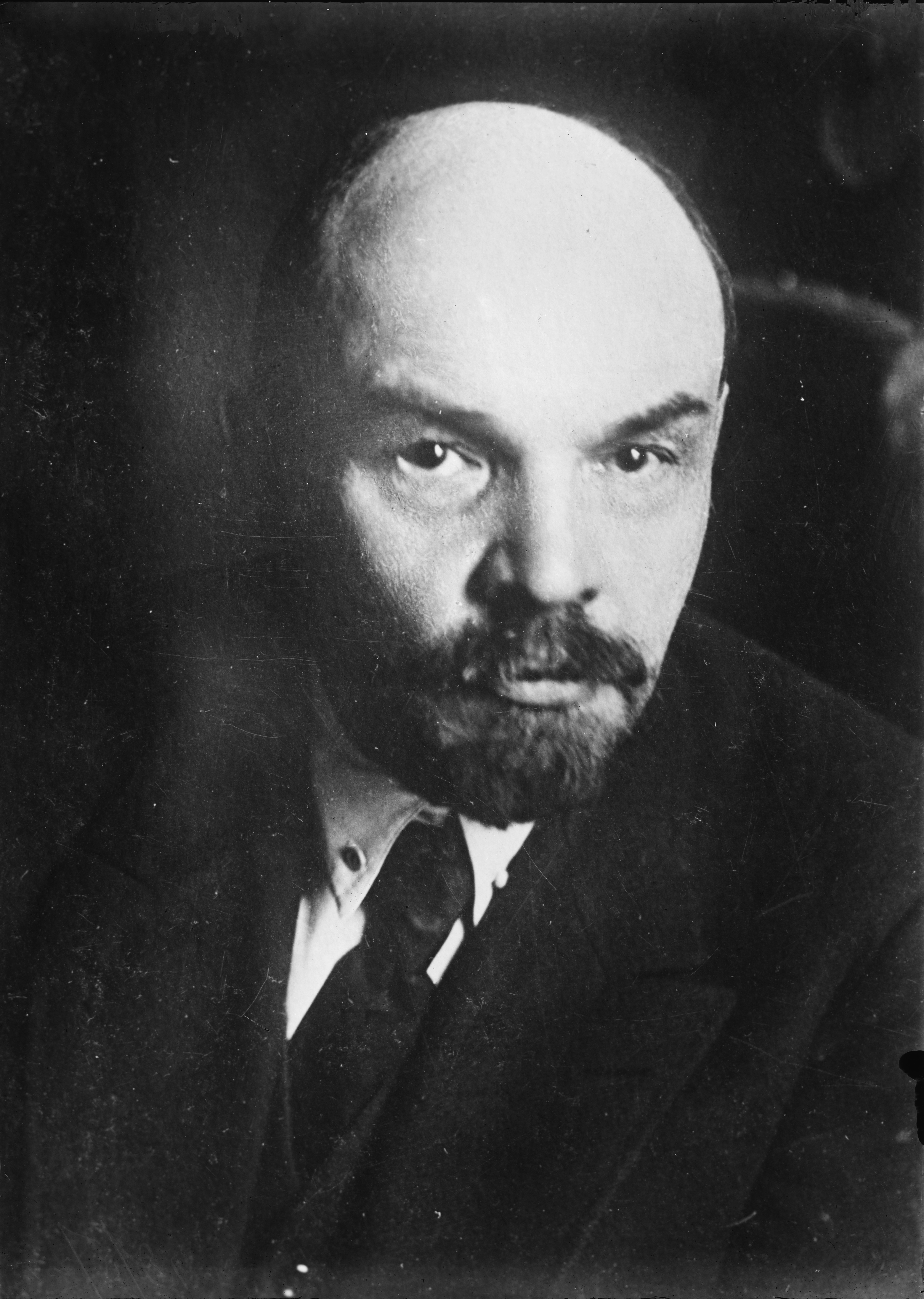
Vlagyimir Iljics Lenin

Lenin A marxizmus három forrása és három alkotórésze (1913) és Karl Marx – Rövid életrajzi tanulmány a marxizmus ismertetésével (1914) című munkáiban foglalta össze a marxizmus lényegét. Az első írás műfaja egy népszerűsítő újságcikk, 6 nyomtatott oldalnyi terjedelemben, míg a második egy 32 oldalas lexikon szócikk, melyet függelékként egy 12 oldalas, a szerző magyarázataival ellátott bibliográfia követ. A Marx-életrajztól eltekintve mindkét írás tartalmi alapszerkezete hármas felosztású, s ebben a hármas tartalmi tagolásban Engels Anti-Dühring című művét, a marxizmus első, nagyarányú rendszerezési kísérletét követte. A lexikon szócikk szinte teljesen a népszerűsítő cikk gondolatmenetét ismétli, de sokkal mélyebben, s forrásmegjelölésekkel. Lenin utóbbiban alkalmazott alkotói módszerének egyik legfőbb jellegzetessége a szövegmontázs, vagyis minimális összekötő szöveggel, szinte egymást érik a Marx és Engels műveinek leglényegesebb részeit, helyenként tételmondatait tartalmazó idézetek, melyek sajátos, tömörített rekonstrukcióját nyújtják korabeli fellelhető életművüknek.
Ezeknek megfelelően tehát a marxizmus három fő forrása és alkotórésze: 1. a klasszikus német filozófia, amiből létrejött a marxizmus filozófiája, a dialektikus materializmus; 2. a klasszikus közgazdaságtan, melyből létrejött a marxista közgazdaságtan; 3. a francia utópista szocializmus, melyből megszületett a marxista politikatudomány, a tudományos szocializmus. Marx mindhárom forrást alaposan tanulmányozta, kíméletlen bírálatot gyakorolt felettük, s mindháromból számos használható elemet vett át, melyből kirajzolódik a marxizmus lényege: a fennálló kapitalista társadalmi rendszer forradalmi kritikája, s a megvalósítandó kommunista társadalom történelmi perspektívájú céljának tudományos körvonalazása.

### Filozófia

#### A filozófiai materializmus
„Marx 1844–45-től kezdve, – írta Lenin, – amikor nézetei már kialakultak, materialista volt, nevezetesen Ludwig Feuerbach híve, s Feuerbach gyengéit később is kizárólag abban látta, hogy materializmusa nem eléggé következetes és sokoldalú. Marx Feuerbach világtörténelmi, »korszakalkotó« jelentőségét éppen abban látta, hogy határozottan szakított Hegel idealizmusával és meghirdette a materializmust, amely már a 18. században, különösen Franciaországban »nemcsak a fennálló politikai intézmények, valamint a fennálló vallás és teológia elleni harc volt, hanem éppúgy… harc… minden metafizika… ellen« (a »megrészegült spekulációt« értve ezen, a »józan filozófiával« ellentétben)[…] Lenin a továbbiakban előbb A tőkéből majd az Anti-Dühringből vett idézetekkel jelentőségteljesen utal arra, hogy Marx és Engels teljesen egyetértettek a filozófiai materializmus kérdésében, mintha sejtette volna, hogy az utókor polgári ideológusai megpróbálják szembeállítani nézeteiket egymással: „»Hegel számára« – írta Marx – »a gondolati folyamat, amelyet eszme néven még önálló alannyá is alakít, démiurgosza (teremtője, alkotója) a valóságosnak… Nálam, megfordítva, az eszmei nem más, mint az emberi fejben áttett és lefordított anyagi.«” „Teljes összhangban Marxnak ezzel a materialista filozófiájával és ezt fejtegetve, Engels az »Anti-Dühring«-ben (lásd ott) – melyet Marx még kéziratban olvasott – a következőket írta: »…A világ egysége nem létében van… A világ valóságos egysége anyagiságában van, ezt pedig… a filozófia és a természettudomány hosszas és hosszadalmas fejlődése bizonyítja… A mozgás az anyag létezési módja. Soha és sehol anyag mozgás nélkül nem volt és nem lehet… Anyag mozgás nélkül éppoly elgondolhatatlan, mint mozgás anyag nélkül… Ha… azt kérdezzük, mi hát a gondolkodás és a tudat, és honnan származnak, azt találjuk, hogy az emberi agy termékei, és hogy maga az ember természeti termék, amely környezetében és környezetével fejlődött; amikor is aztán magától értetődik, hogy az emberi agy termékei, amelyek hát végső fokon szintén természeti termékek, az egyéb természeti összefüggésnek nem ellentmondanak, hanem megfelelnek.«”
Lenin a továbbiakban Engels: Ludwig Feuerbach és a klasszikus német filozófia vége (1886) című művére támaszkodott: „»Minden, de sajátlag az újabb filozófia nagy alapkérdése a gondolkodás és a lét viszonya… a szellemnek a természethez való viszonyát illető kérdés… hogy mi az eredendő, a szellem vagy a természet?... A filozófusok, aszerint, hogy így vagy úgy válaszolták meg ezt a kérdést, két nagy táborra szakadtak. Azok, akik azt állították, hogy a szellem az eredendő a természettel szemben, tehát végső fokon feltételezték a világ valamiféle teremtését… az idealizmus táborát alkották. A többiek, akik a természetet tekintették eredendőnek, a materializmus különböző iskoláihoz tartoztak.« Az idealizmus és a materializmus (filozófiai) fogalmának minden más használata csak zavart okoz. Marx a leghatározottabban elvetette nemcsak az idealizmust, amely így vagy úgy mindig összefügg a vallással, hanem Hume és Kant különösen napjainkban elterjedt felfogását, az agnoszticizmus, a kriticizmus, a pozitivizmus különböző fajtáit is, s azt tartotta, hogy az efféle filozófia az idealizmusnak tett »reakciós« engedmény, illetve a legjobb esetben »szégyenlős módja a materializmus suttyomban való elfogadásának és a világ előtti eltagadásának«.”
Lenin kiemeli a marxizmus filozófiájából a szabadság és a szükségszerűség kérdéskörét: „Különösen figyelemre méltó Marxnak a szabadság és a szükségszerűség viszonyáról vallott nézete: »A szükségszerűség vak, amíg fel nem ismerik. A szabadság a szükségszerűség felismerése.« Lenin – valószínűleg terjedelmi korlátok miatt – itt két logikai tételmondatban kivonatolta a lényeget, ezért az ebből eredő filológiai különbségek áthidalására, s a szabadság marxista fogalmának árnyaltabb megközelítése érdekében célszerű egy nagyobb gondolati egység idézése Engelstől:
„Nem a természeti törvényektől való álmodott függetlenségben rejlik a szabadság, hanem e törvények megismerésében és az ezzel adott lehetőségben, hogy tervszerűen, meghatározott célokra engedjük hatni őket. Ez éppúgy vonatkozik a külső természet törvényeire, mint azokra, amelyek magának az embernek a testi és szellemi létezését szabályozzák – törvények két olyan osztályára, amelyeket legfeljebb az elképzelésben választhatunk el egymástól, de nem a valóságban. Az akarat szabadsága ezért nem jelent egyebet, mint azt a képességet, hogy tárgyismerettel dönteni tudunk. Minél szabadabb tehát az ember ítélete egy meghatározott kérdéses pontra vonatkozólag, annál nagyobb szükségszerűséggel lesz az ítélet tartalma meghatározott; míg a nem-ismerésen nyugvó bizonytalanság, amely sok különböző és ellentmondó döntési lehetőség között látszólag önkényesen választ, épp ezzel bizonyítja nem-szabad voltát, azt, hogy a tárgy uralkodik rajta, holott éppen neki kellene azon uralkodnia. A szabadság tehát a természeti szükségszerűségek megismerésére alapozott uralomban áll önmagunk és a külső természet felett; így szükségképpen a történelmi fejlődésnek terméke.”
Lenin a következőképpen zárja le a gondolatot: „= annak elismerése, hogy a természetben van objektív törvényszerűség és hogy a szükségszerűség dialektikusan szabadsággá változik át (ugyanúgy, mint a meg nem ismert, de megismerhető »magánvaló dolog« »nekünk való dologgá«, »a dolgok lényege« »jelenségekké«).” Majd végül három pontban foglalja össze Marx és Engels bírálatát az úgynevezett „régi” materializmus vonatkozásában: 1. főleg mechanikus, nem veszi figyelembe a természettudományok legújabb eredményeit; 2. nem történelmi, nem dialektikus (metafizikus, antidialektikus) „nem érvényesítette következetesen és minden irányban a fejlődés szempontjait;” 3. „[…] a régi materialisták »az ember lényegét« absztrakt módon értelmezték, nem pedig mint a (konkrétan történelmileg meghatározott) »társadalmi viszonyok összességét« és ezért a világot csak »magyarázták«, holott az a feladat, hogy »megváltoztassuk«, – vagyis nem értették meg a »forradalmi gyakorlati tevékenység« jelentőségét.”

#### A dialektika
„A hegeli a dialektikát mint a fejlődésről szóló legátfogóbb, tartalmilag leggazdagabb és legmélyrehatóbb tanítást Marx és Engels a klasszikus német filozófia legnagyobb vívmányának tekintette. A fejlődés, az evolúció elvének minden más megfogalmazása szerintük egyoldalú, tartalmilag szegény, eltorzítja és megnyomorítja a természetben és a társadalomban (sokszor ugrásokkal, katasztrófák, forradalmak formájában) végbemenő fejlődés valóságos folyamatát.” – folytatja Lenin, majd újra Engels műveinek adja át a szót: „»Marx és én voltunk jóformán az egyetlenek, akik a német idealista filozófiából«[…]»a tudatos dialektikát a természet és történelem materialista felfogásába átmentettük.« »A természet a dialektika próbája, s el kell ismernünk, hogy a modern természettudomány e próba számára szerfelett gazdag, napról napra halmozódó anyagot szolgáltatott« (ez a rádiumnak, az elektronoknak, az elemek átalakulásának stb. felfedezés előtt íródott) »s ezzel bebizonyította, hogy a természetben, végső fokon, dialektikusan, nem pedig metafizikusan mennek a dolgok.«
»Az a nagy alapgondolat« – írja Engels –, »hogy a világot nem mint kész dolgok összességét kell felfogni, hanem mint folyamatok összességét, amelyben a látszólag stabil dolgok – akárcsak fejünkbeli gondolati képmásaik, a fogalmak – a létrejövés és elmúlás szakadatlan változásán mennek át… – ez a nagy alapgondolat, jelesül Hegel óta, annyira átment a köznapi tudatba, hogy ebben az általánosságban aligha ütközik már ellentmondásba. De más dolog ezt szavakban elismerni és megint más a valóságban a vizsgálat minden területén az egyes részletekben végigvinni.« A dialektikus filozófia előtt »nem áll meg semmi végérvényes, semmi abszolút, semmi szent: mindenről és mindenben felmutatja a múlékonyságot, s nem áll meg előtte más, csak a létrejövésnek és elmúlásnak, a vég nélkül az alacsonyabbtól a magasabb felé emelkedésnek a szakadatlan folyamata, melynek ő maga is puszta visszatükröződése a gondolkodó agyban.« Marx szerint tehát a dialektika »a külső világ és az emberi gondolkodás mozgásának általános törvényeiről szóló tudomány«.”
„Hegel filozófiájának ezt a forradalmi oldalát vette át és fejlesztette tovább Marx. A dialektikus materializmusnak »nincs többé szüksége a többi tudomány felett álló filozófiára«. Az egész addigi filozófiából megmarad »a gondolkodásnak és a gondolkodás törvényeinek tana – a formális logika és a dialektika«. A dialektika pedig, Marx felfogásában és Hegel szerint is, azt foglalja magában, amit ma ismeretelméletnek, gnoszeológiának neveznek, s ennek a maga tárgyát szintén történelmileg kell vizsgálnia, tanulmányozva és általánosítva a megismerés keletkezését és fejlődését, a nem ismerésből a megismerésbe való átmenetet.
Napjainkban a fejlődés, az evolúció eszméje már csaknem teljesen behatolt a társadalmi tudatba, de más utakon, nem Hegel filozófiája révén. Csakhogy ez az eszme abban a fogalmazásban, amelyet Hegelre támaszkodva Marx és Engels adott, sokkal átfogóbb, tartalmilag sokkal gazdagabb, mint az evolúció közkeletű eszméje. A már megtett fokokat mintegy megismétlő, de másként, magasabb szinten ismétlődő fejlődés (a »tagadás tagadása«), nem egyenes vonalban, hanem – mondhatni – spirálisan haladó fejlődés; – ugrásszerű, katasztrófákkal járó, forradalmi fejlődés; – »a fokozatosság megszakadása«; – a mennyiségnek minőségbe való átcsapása; – a fejlődést előrehajtó sok belső impulzus, amelyet valamely adott esetre, vagy valamely adott jelenség keretei között, vagy valamely adott társadalmon belül ható különböző erők és tendenciák ellentmondása, összeütközése ad; – minden egyes jelenség valamennyi oldalának (s a történelem a jelenségek egyre újabb és újabb oldalait tárja fel) kölcsönös függése és legszorosabb, felbonthatatlan összefüggése, olyan összefüggése, mely a mozgás egységes, törvényszerű világfolyamatát adja – ezek annak a dialektikának egyes főbb vonásai, amely tartalmában gazdagabb, mint a közkeletű fejlődéstan.”

#### A materialista történelemfelfogás
„A régi materializmus következetlenségének, befejezetlenségének, egyoldalúságának felismerése arra a meggyőződésre juttatta Marxot, hogy a »társadalomról szóló tudományt… összhangba kellett hozni a materialista alapzattal és ezen az alapzaton újjáépíteni«. Ha a materializmus általában a létből magyarázza a tudatot, nem pedig megfordítva, akkor az emberiség társadalmi életére alkalmazott materializmus megkövetelte, hogy a társadalmi tudatot a társadalmi létből magyarázzuk. »A technológia – mondja Marx – felfedi az ember aktív magatartását a természettel szemben, felfedi életének közvetlen termelési folyamatát, és ezzel társadalmi életviszonyainak és az ezekből fakadó szellemi képzeteknek termelési folyamatát is.« Az emberi társadalomra és annak történelmére alkalmazott materializmus alaptételeit Marx »A politikai gazdaságtan bírálatához« című munkájának előszavában a következőképpen foglalta össze:
»Életük társadalmi termelésében az emberek meghatározott, szükségszerű, akaratuktól független viszonyokba lépnek, termelési viszonyokba, amelyek anyagi termelőerőik meghatározott fejlődési fokának felelnek meg. E termelési viszonyok összessége alkotja a társadalom gazdasági szerkezetét, azt a reális bázist, amelyen egy jogi és politikai felépítmény emelkedik, és amelynek meghatározott társadalmi tudatformák felelnek meg. Az anyagi élet termelési módja szabja meg a társadalmi, politikai és szellemi életfolyamatot egyáltalában. Nem az emberek tudata az, amely létüket, hanem megfordítva, társadalmi létük az, amely tudatukat meghatározza. Fejlődésük bizonyos fokán a társadalom anyagi termelőerői ellentmondásba jutnak a meglevő termelési viszonyokkal, vagy ami ennek csak jogi kifejezése, azokkal a tulajdonviszonyokkal, amelyek között addig mozogtak. Ezek a viszonyok a termelőerők fejlődési formáiból azok béklyóivá csapnak át. Ekkor a társadalmi forradalom korszaka következik be. A gazdasági alapzat megváltozásával lassabban vagy gyorsabban forradalmasodik az egész óriási felépítmény. Az ilyen forradalmasodások vizsgálatánál mindig különbséget kell tenni a gazdasági termelési feltételekben bekövetkezett anyagi, természettudományos szabatossággal megállapítható forradalmasodás és a jogi, politikai, vallási, művészi vagy filozófiai, egyszóval ideológiai formák között, amelyekben az emberek ennek a konfliktusnak tudatára jutnak és azt végigharcolják. Mint ahogy azt, hogy egy egyén micsoda, nem aszerint ítéljük meg, amit önmagáról gondol, ugyanúgy az ilyen forradalmasodási korszakot sem ítélhetjük meg a maga tudatából, hanem éppenséggel ezt a tudatot kell az anyagi élet ellentmondásaiból, a társadalmi termelőerők és termelési viszonyok közötti meglevő konfliktusból megmagyarázni. … Nagy vonásokban az ázsiai, antik, feudális és modern polgári termelési módok jelölhetők meg a gazdasági társadalomalakulat progresszív korszakaiként.«”
A továbbiakban Lenin összefoglalja, hogy miben látja a materialista történelemfelfogás jelentőségét: „A materialista történelemfelfogás felfedezése, vagy helyesebben, a materializmus következetes folytatása, a társadalmi jelenségek területére való kiterjesztése kiküszöbölte a régebbi történelmi elméletek két fő fogyatékosságát. Először is, ezek a régi elméletek a legjobb esetben is csak az emberek történelmi tevékenységének eszmei indítékait vizsgálták, de nem vizsgálták azt, hogy miből fakadtak ezek az indítékok, nem láttak objektív törvényszerűséget a társadalmi viszonyok rendszerének fejlődésében, nem látták e viszonyok gyökereit az anyagi termelés fejlettségi fokában; másodszor, a régi elméletek éppen a lakosság tömegeinek tetteit hagyták figyelmen kívül, míg a történelmi materializmus először tette lehetővé azt, hogy természettudományos pontossággal kutassuk a tömegek életének társadalmi feltételeit és e feltételek változásait. A Marx előtti »szociológia« és történetírás a legjobb esetben is csak találomra összeválogatott nyers tényanyagot halmozott fel és a történelmi folyamatnak csak egyes oldalait mutatta be. A marxizmus megmutatta, hogyan kell a társadalmi-gazdasági alakulatok keletkezésének, fejlődésének és hanyatlásának folyamatát átfogóan, minden oldalról tanulmányozni, valamennyi ellentmondó tendencia összességét vizsgálva, a különböző társadalmi osztályok pontosan meghatározható életfeltételeire és termelési feltételeire vezetve vissza ezeket a tendenciákat, kiküszöbölve a szubjektivizmust és önkényességet az egyes »domináló« eszmék kiválasztásában vagy értelmezésében, feltárva kivétel nélkül valamennyi eszmének és valamennyi különböző tendenciának az anyagi termelőerők állapotában rejlő gyökereit. Az emberek maguk csinálják történelmüket, de azt, hogy mi szabja meg az emberek és kiváltképpen a tömegek indítékait, mi idézi elő az ellentmondó eszmék és törekvések összeütközéseit, milyenek összességükben az emberi társadalmak egész tömegének mindezek az összeütközései, mik az anyagi élet termelésének objektív feltételei, amelyek az emberek egész történelmi tevékenységének alapját alkotják, milyen törvény szerint fejlődnek ezek a feltételek – minderre Marx hívta fel a figyelmet s megmutatta az utat a történelemnek mint egységes, roppant sokoldalúságában és ellentmondásosságában is törvényszerű folyamatnak a tudományos tanulmányozásához.”

#### Az osztályharc
„Közismert tény, hogy valamely adott társadalom egyes tagjainak törekvései keresztezik más tagjainak a törekvéseit, hogy a társadalmi élet tele van ellentmondásokkal, hogy a történelem népek és társadalmak közötti harcokat, a népeken és társadalmakon belül dúló harcokat mutat, s emellett a forradalom és a reakció, a béke és a háborúk, a tespedés és a gyors haladás vagy hanyatlás időszakainak változásairól tanúskodik. A marxizmus adta meg azt a vezérfonalat, amelynek segítségével törvényszerűséget fedezhetünk fel ebben a látszólagos labirintusban és káoszban: az osztályharc elméletét. Valamely adott társadalom vagy társadalmak valamely adott csoportja valamennyi tagjának törekvéseit kell a maguk összességében tanulmányoznunk, hogy tudományosan meghatározhassuk e törekvések eredményét. Az ellentétes törekvések forrása pedig az, hogy azok között az osztályok között, amelyekre egy-egy társadalom tagozódik, helyzetüket és életkörülményeiket tekintve különbségek mutatkoznak.
»Minden eddigi társadalom története – írja Marx a »Kommunista Kiáltvány«-ban (az ősközösség történetét kivéve – fűzi hozzá később Engels) – osztályharcok története. Szabad és rabszolga, patrícius és plebejus, báró és jobbágy, céhmester és mesterlegény, egyszóval: elnyomó és elnyomott folytonos ellentétben álltak egymással, szakadatlan, hol palástolt, hol nyílt harcot vívtak, olyan harcot, amely mindenkor az egész társadalom forradalmi átalakulásával vagy a harcban álló osztályok közös pusztulásával végződött. … A hűbéri társadalom pusztulásából keletkezett modern polgári társadalom nem szüntette meg az osztályellentéteket. Csak új osztályokkal, az elnyomás új feltételeivel, a harc új formáival cserélte fel a régieket. A mi korszakunkat, a burzsoázia korszakát azonban az jellemzi, hogy egyszerűsítette az osztályellentéteket. Az egész társadalom mindinkább két nagy ellenséges táborra szakad, két nagy, egymással homlokegyenest szemben álló osztályra: burzsoáziára és proletariátusra.«
A nagy francia forradalom óta az európai történelem több országban igen szemléltető módon tárta fel az eseményeknek ezt az igazi hátterét, az osztályok harcát. És már a franciaországi restauráció korszakában sok történetíró (Thierry, Guizot, Mignet, Thiers) az eseményeket összegezve kénytelen volt elismerni, hogy az egész francia történelem megértésének kulcsa az osztályok harca. A legújabb korszak pedig, a burzsoázia teljes győzelmének, a képviseleti intézményeknek, a széles körű (vagy akár általános) választójognak, a tömegekhez eljutó olcsó napisajtónak stb. korszaka, a hatalmas és egyre növekvő munkásszövetségek és vállalkozói szövetségek stb. korszaka még szemléltetőbben (bár olykor nagyon egyoldalú, »békés«, »alkotmányos« formában) mutatta meg az osztályok harcát mint az események motorját. A »Kommunista Kiáltvány«-ból vett következő idézet megmutatja, milyen követelményeket támasztott Marx a társadalomtudománnyal szemben a modern társadalom minden egyes osztálya helyzetének, minden egyes osztály fejlődési feltételeinek objektív elemzését illetően.
»Valamennyi osztály közül, amely napjainkban a burzsoáziával szemben áll, csakis a proletariátus valóban forradalmi osztály. A többi osztály a nagyipar kifejlődésével lezüllik és elpusztul, a proletariátus a nagyipar legsajátabb terméke. A középrendek, a kisiparos, a kiskereskedő, a kézműves, a paraszt – mind azért harcolnak a burzsoázia ellen, hogy középrendként való létezésüket a pusztulástól megóvják. Ezek tehát nem forradalmiak, hanem konzervatívak. Sőt mi több: reakciósak, mert megpróbálják a történelem kerekét visszafelé forgatni. Ha forradalmiak, akkor azért azok, mert előttük áll a proletariátusba való átmenetük, akkor nem jelenlegi, hanem jövő érdekeiket védelmezik, akkor elhagyják saját álláspontjukat, hogy a proletariátuséra térjenek át.«
Marx számos történelmi művében (lásd Irodalom) ragyogó és mélyreható példáit adta a materialista történetírásnak, annak, hogyan kell elemezni minden egyes osztálynak és néha az osztályon belül a különböző csoportoknak vagy rétegeknek a helyzetét, és megcáfolhatatlanul kimutatta, hogy miért és miképpen »minden osztályharc politikai harc«. A fentebb idézett sorok szemléletesen mutatják, hogy a társadalmi viszonyoknak és az egyik osztályból a másikba, a múltból a jövőbe vezető átmeneti fokoknak milyen bonyolult szövevényét elemzi Marx, hogy a történelmi fejlődés egész eredőjét megkapja.”

### Közgazdaság
Lenin a következő részben tömören és közérthetően interpretálja Marx közgazdasági tanait, legfőképpen A tőke gondolatmenetét követve:

#### Az érték
„A tőkés társadalomban árutermelés uralkodik és ezért Marx elemzése az áru elemzésével kezdődik. […] Az áru, először is, olyan dolog, amely más dologra cserélhető. Hasznossága teszi a dolgot használati értékké. A csereérték (vagy egyszerűen érték) mindenekelőtt az a viszony, arány, amelyben egyfajta használati értékből egy meghatározott mennyiséget másfajta használati értékek meghatározott mennyiségére cserélnek. A mindennapi tapasztalat azt mutatja, hogy sok millió és sok milliárd ilyen csere a legkülönbözőbb és egymással össze nem hasonlítható használati értékeket mind folytonosan egymáshoz méri. Mi hát a közös ezekben a dolgokban, amelyek a társadalmi viszonyok meghatározott rendszerében egymással állandóan összemérhetők? A közös bennük az, hogy munkatermékek. Amikor az emberek termékeket cserélnek ki, a munka legkülönbözőbb fajtáit mérik össze egymással. Az árutermelés a társadalmi viszonyok olyan rendszere, amelyben az egyes termelők különféle termékeket hoznak létre (társadalmi munkamegosztás) és mindezeket a termékeket a csere során összemérik egymással. Következésképpen az a közös, ami megvan minden áruban, nem valamely meghatározott termelési ág konkrét munkája, nem bizonyos fajta munka, hanem absztrakt emberi munka, emberi munka egyáltalában. Valamely adott társadalom egész munkaereje, amely valamennyi áru értékének összegében megjelenik, egy és ugyanaz az emberi munkaerő; a csere milliárdnyi ténye bizonyítja ezt. Tehát minden egyes áru csak egy bizonyos része a társadalmilag szükséges munkaidőnek. Az érték nagyságát a társadalmilag szükséges munka mennyisége, vagyis az adott áru, az adott használati érték termeléséhez társadalmilag szükséges munkaidő határozza meg. Az emberek »azáltal, hogy különböző fajta termékeiket a cserében mint értékeket egymással egyenlővé teszik, azáltal teszik egyenlő egymással különböző munkáikat mint emberi munkát. Nem tudják ezt, de csinálják.« Az érték két személy közötti viszony – mondotta egy régi közgazdász; csak azt kellett volna hozzáfűznie, hogy ez a viszony dologi burokba rejtett viszony. Hogy mi is az érték, ezt csak úgy érthetjük meg, ha egy meghatározott történelmi társadalomalakulat társadalmi termelési viszonyainak rendszere szempontjából vizsgáljuk, olyan viszonyok szempontjából, amelyek a csere tömeges, milliárdnyi alkalommal megismétlődő jelenségében nyilvánulnak meg. »Mint csereérték, minden áru csak megalvadt munkaidő meghatározott mértéke.«
Az árukban megtestesülő munka kettős jellegének részletes elemzése után Marx áttér az értékforma és a pénz elemzésére. Marx itt azt tekintette fő feladatának, hogy az érték pénzformájának az eredetét, a csere kifejlődésének történelmi folyamatát tanulmányozza, kezdve a csere egyes, véletlen eseteitől (»egyszerű, egyes vagy véletlen értékforma«: valamely áru adott mennyiségének más áru adott mennyiségére való cseréje) egészen az általános értékformáig, amikor a különböző áruk egész sorát ugyanarra a meghatározott árura cserélik, és az érték pénzformájáig, amikor ez a meghatározott áru az általános egyenérték, az arany. A pénz mint a csere és az árutermelés fejlődésének végső terméke elhomályosítja, elleplezi a magánmunkák társadalmi jellegét, a piac által egyesített egyes termelők közötti társadalmi kapcsolatot. Marx rendkívül részletesen elemzi a pénz különböző funkcióit, s itt is (mint »A tőke« első fejezeteiben általában) különösen fontos kiemelnünk, hogy Marx absztrakt és olykor tisztán deduktívnak látszó fejtegetése valójában a csere és az árutermelés fejlődéstörténetének igen gazdag tényanyagát dolgozza fel. »A pénz… az árucsere bizonyos szintjét feltételezi. A pénz különös formái – puszta áruegyenérték, vagy forgalmi eszköz, vagy fizetési eszköz, kincs és világpénz – az egyik vagy a másik funkciónak különböző terjedelme és viszonylagos túlsúlya szerint a társadalmi termelési folyamat igen különböző fokaira utalnak.«”

#### Az értéktöbblet
„Az árutermelés bizonyos fejlődési fokán a pénz tőkévé változik át. Az áruforgalom képlete ez volt: Á (áru) – P (pénz) – Á (áru), vagyis bizonyos áru eladása egy másik áru vásárlása céljából. A tőke általános képlete ennek a fordítottja: P–Á–P, vagyis vétel (haszonnal való) eladás céljából. Marx a forgalomba bocsátott pénz eredeti értékének ezt a növekedését értéktöbbletnek nevezi. A tőkés forgalomban a pénznek ez a »növekedése« közismert tény. Éppen ez a »növekedés« változtatja a pénzt tőkévé mint külön, történelmileg meghatározott, társadalmi termelési viszonnyá. Az értéktöbblet nem származhat az áruforgalomból, mert az áruforgalom csak egyenértékek cseréjét ismeri, nem származhat az árak emeléséből sem, mert a vevők és eladók veszteségei és nyereségei kölcsönösen kiegyenlítenék egymást, márpedig itt nem egyedi, hanem tömeges, átlagos, társadalmi jelenségről van szó. Hogy a pénzbirtokos értéktöbblethez juthasson, ehhez az szükséges, hogy a piacon »olyan árut fedezzen fel, amelynek maga a használati értéke azzal a sajátos tulajdonsággal rendelkezik, hogy érték forrása«, vagyis olyan árut, amelynek fogyasztási folyamata egyszersmind értéket létrehozó folyamat. És ilyen áru létezik. Ez az ember munkaereje. Ennek fogyasztása a munka, a munka pedig értéket hoz létre. A pénzbirtokos a munkaerőt értékén vásárolja, amelyet – mint minden más áru értékét – a termeléséhez társadalmilag szükséges munkaidő (vagyis a munkás és családja ellátásának értéke) határoz meg. A pénzbirtokos a munkaerő megvásárlásával jogot szerez ennek elfogyasztására, vagyis arra kényszerítheti, hogy egész nap, mondjuk 12 órán át dolgozzon. Márpedig a munkás már 6 óra alatt (a »szükséges« munkaidő alatt) annyi terméket hoz létre, amennyibe ellátása kerül, a következő 6 óra alatt pedig (a »többlet« munkaidő alatt) a tőkés által meg nem fizetett »többlet«-terméket, vagyis értéktöbbletet hoz létre. Így tehát, a termelési folyamat szempontjából, a tőkében két részt kell megkülönböztetni: az állandó tőkét, amelyet termelési eszközökre (gépekre, munkaeszközökre, nyersanyagra stb.) fordítanak – ennek értéke (egyszerre vagy részletekben) változás nélkül megy át a kész termékre –, és a változó tőkét, amelyet munkaerőre fordítanak. Ennek a tőkének az értéke nem marad változatlan, hanem a munka folyamatában megnő, értéktöbbletet hozva létre. Ha tehát azt akarjuk megállapítani, hogy a tőke milyen mértékben zsákmányolja ki a munkaerőt, az értéktöbbletet nem az egész tőkéhez, hanem csak a változó tőkéhez kell arányítanunk. Az értéktöbblet rátája – így nevezi Marx ezt az arányt – példánkban 6/6, vagyis 100 %.
A tőke keletkezésének történelmi előfeltétele először is az, hogy az árutermelés viszonylag magas fejlettségi színvonala mellett egyesek kezében bizonyos pénzösszeg halmozódjon fel, és másodszor, hogy kettős értelemben »szabad« munkás álljon rendelkezésre, aki szabadon, mindenféle korlátozások vagy megszorítások nélkül áruba bocsáthatja munkaerejét és megszabadult a földtől és általában a termelési eszközöktől, – olyan munkás, akinek nincs gazdasága, aki »proletár« és kizárólag munkaereje áruba bocsátásával tarthatja fenn magát.
Az értéktöbblet növelésének két főbb módja lehet: a munkanap meghosszabbítása (»abszolút értéktöbblet«) és a szükséges munkaidő csökkentése (»relatív értéktöbblet«). Az első módot elemezve Marx átfogó képet tár elénk a munkásosztálynak a munkanap megrövidítéséért vívott harcáról, valamint az államhatalom ama beavatkozásáról, amely a munkanap meghosszabbítását (14.-17. század) és megrövidítését (a 19. század gyári törvényhozása) célozta. »A tőke« megjelenése óta a világ valamennyi civilizált országa munkásmozgalmának története ezernyi ezer új ténnyel egészítette ki ezt a képet.
A relatív értéktöbblet termelésének elemzése során Marx vizsgálatnak veti alá a munkatermelékenység kapitalizmusbeli emelkedésének három fő történelmi szakaszát: 1. az egyszerű kooperációt; 2. a munkamegosztást és a manufaktúrát; 3. a gépeket és a nagyipart. Hogy milyen mélyrehatóan tárta fel Marx a kapitalizmus fejlődésének fő, tipikus vonásait, ez egyebek közt abból is látható, hogy az orosz úgynevezett »kusztár«-ipar vizsgálata rendkívül gazdag anyagot szolgáltat az említett három szakasz közül az első két szakasznak az illusztrálására. A gépi nagyipar forradalmasító hatása pedig, amelyet Marx 1867-ben leírt, az azóta eltelt fél évszázad alatt egész sor »új« országban (Oroszországban, Japánban stb.) megmutatkozott.”

##### A tőkefelhalmozás
A marxizmus gazdaságtanában a tőkefelhalmozás kategóriája központi jelentőségű, Rosa Luxemburg A tőkefelhalmozás című fő műve is csupán egy évvel korábban, 1913-ban jelent meg, – melyet Lenin jól ismert, az irodalomjegyzékben is feltüntetett, – ez részben magyarázatot ad arra, hogy kiemelten foglalkozik Marx tőkefelhalmozás elméletével: „Rendkívül nagy jelentőségű és egészen új Marxnál a tőkefelhalmozás elemzése, vagyis annak kimutatása, hogy a tőkés az értéktöbblet egy részét tőkévé változtatja, tehát nem személyi szükségleteinek vagy szeszélyeinek kielégítésére, hanem új termelésre fordítja. Marx rávilágított arra, hogy az egész addigi klasszikus politikai gazdaságtan (Adam Smithtől kezdve) mennyire helytelen úton járt, amikor abból indult ki, hogy az értéktöbblet egész tőkésített része változó tőkévé válik. Valójában az értéktöbblet tőkévé változtatott része termelési eszközökre plusz változó tőkére oszlik. A kapitalizmus fejlődésének és a szocializmusba való átmenetének folyamatában óriási jelentősége van annak, hogy az állandó tőke aránya (a tőke egész összegéhez viszonyítva) gyorsabban növekszik, mint a változó tőkéé.
A tőkefelhalmozás, azzal, hogy meggyorsítja a munkásoknak a gépek által való kiszorítását, hogy az egyik póluson gazdagságot, a másikon nyomort teremt, egyúttal létrehozza az úgynevezett »munkás-tartaléksereget«, a munkások »viszonylagos fölöslegét«, vagyis a »tőkés túlnépesedést«, amely a legkülönbözőbb formákban jelentkezik és lehetővé teszi a tőkésnek, hogy rendkívül gyorsan bővítse a termelést. A hitellel és a tőkének termelési eszközökben való felhalmozásával kapcsolatban ez a lehetőség többek között megadja a kulcsot a túltermelési válságok megértéséhez, amelyek a tőkésországokban előbb átlagban minden tíz évben, majd hosszabb és kevésbé határozott időközökben periodikusan megismétlődtek.”

##### Az eredeti felhalmozás
„A kapitalizmus talaján végbemenő tőkefelhalmozástól meg kell különböztetni az úgynevezett eredeti tőkefelhalmozást: a dolgozónak a termelési eszközöktől való erőszakos elválasztását, a parasztoknak a földről való elűzését, a közösségi földek elrablását, a gyarmatoknak és államadósságoknak, a védővámoknak stb. a rendszerét. Az »eredeti felhalmozás« hozza létre az egyik póluson a »szabad« proletárt, a másik póluson a pénztulajdonost, a tőkést. »A tőkés felhalmozás történelmi tendenciáját« Marx a következő híres szavakkal jellemzi:
»A közvetlen termelők kisajátítását a legkíméletlenebb vandalizmussal és a leggyalázatosabb, legpiszkosabb, legkicsinyesebben gyűlölködő szenvedélyek ösztönzésére hajtják végre. A saját munkával létrehozott, úgyszólván az egyes, független dolgozó egyénnek« (parasztnak és kézművesnek) »és munkafeltételeinek összenövésén nyugvó magántulajdont kiszorítja a tőkés magántulajdon, amely idegen, de formailag szabad munka kizsákmányolásán nyugszik. … Amit most ki kell sajátítani, az már nem az önállóan gazdálkodó munkás, hanem a sok munkást kizsákmányoló tőkés. Ez a kisajátítás maguknak a tőkés termelés benső törvényeinek játéka útján, a tőkék centralizációja útján megy végbe. Egy-egy tőkés sok tőkést üt agyon. Ezzel a centralizációval, vagyis sok tőkésnek kevés tőkés által történő kisajátításával karöltve kifejlődik mind nagyobb méretekben a munkafolyamat kooperatív formája, a tudomány tudatos technikai alkalmazása, a föld tervszerű kiaknázása, a munkaeszközök átváltozása csak közösen alkalmazható munkaeszközökké, minden termelési eszköz gazdaságosabbá tétele azáltal, hogy kombinált, társadalmi munka termelési eszközeiként használják őket, valamennyi nép bekapcsolása a világpiac hálózatába és ezzel a tőkés rendszer nemzetközi jellege. Ugyanakkor, amikor folytonosan csökken azoknak a tőkemágnásoknak a száma, akik ennek az átalakulási folyamatnak összes előnyeit bitorolják és monopolizálják, nő a nyomor, az elnyomás, a szolgaság, az elfajulás, a kizsákmányolás, de nő a mind nagyobbra duzzadó és magának a tőkés termelési folyamatnak a mechanizmusa által iskolázott, egyesített és megszervezett munkásosztály felháborodása is. A tőkemonopólium bilincsévé válik annak a termelési módnak, amely vele és alatta virágzott fel. A termelési eszközök centralizációja és a munka társadalmasítása olyan pontot ér el, amelyen már nem fér meg tőkés burkában. A burkot szétrepesztik. Üt a tőkés magántulajdon végórája. A kisajátítókat kisajátítják.«”

##### A társadalmi össztőke újratermelése
„Rendkívül fontos és teljesen új továbbá a társadalmi össztőke újratermelésének marxi elemzése »A tőke« II. kötetében. Marx itt sem az egyedi, hanem a tömeges jelenséget, nem a társadalom gazdaságának valamilyen töredékét, hanem ezt az egész gazdaságot összességében vizsgálja. A klasszikusok fentebb említett hibáját helyreigazítva, az egész társadalmi termelést két nagy osztályra osztja: 1. termelési eszközök termelésére és 2. fogyasztási cikkek termelésére, és számszerű példák segítségével részletesen megvizsgálja az egész társadalmi össztőke forgalmát mind az előbbi méretekben való újratermelés, mind felhalmozás esetén. »A tőke« III. kötetében Marx az értéktörvény alapján megoldja az átlagprofitráta kialakulásának kérdését. Óriási lépéssel vitte előbbre a közgazdaság tudományt azáltal, hogy az elemzést a gazdasági jelenségek tömege, a társadalmi gazdaság egésze alapján végzi, nem pedig egyes esetekből vagy a konkurencia külsőleges jelenségeiből kiindulva, mint ahogy a vulgáris politikai gazdaságtan vagy a modern »határhaszonelmélet« gyakran erre szorítkozik. Marx előbb az értéktöbblet eredetét elemzi és csak azután veszi szemügyre a profitra, kamatra és földjáradékra való bomlását. A profit az értéktöbblet viszonya a vállalatba fektetett egész tőkéhez. A »magas szerves összetételű« tőke (vagyis az, amelyben az állandó tőkének a változó tőkével szembeni túlsúlya nagyobb a társadalmi átlagnál) az átlagosnál alacsonyabb profitrátát ad, az »alacsonyabb szerves összetételű« tőke pedig az átlagosnál magasabbat. A tőkék közötti konkurencia, a tőkéknek az egyik termelési ágból a másikba való szabad áramlása a profitrátát mindkét esetben az átlagos színvonalra hozza. Valamely adott társadalom összes árui értékének összege megegyezik az áruk árának összegével, de az egyes vállalatokban és az egyes termelési ágakban az árukat a konkurencia hatására nem értékükön, hanem a termelési árukon adják el, a mely a ráfordított tőkével plusz átlagprofittal egyenlő.
Marx tehát az értéktörvény alapján tökéletesen megmagyarázott egy olyan közismert és vitathatatlan tényt, mint az áraknak az értékektől való eltérése és a profit egyenlősége, hiszen az összes áruk értékének összege egyezik az árak összegével. Ám az értéknek (társadalmi értéknek) az árakra (egyedi árakra) való redukálása nem egyszerű, nem közvetlen, hanem nagyon bonyolult folyamat: egészen természetes, hogy csak a piac révén kapcsolatban álló szétforgácsolt árutermelőknek a társadalmában a törvényszerűség kizárólag mint átlagos, társadalmi, tömeges törvényszerűség érvényesülhet az egyik vagy a másik oldalra való egyedi elhajlások kölcsönös kiegyenlítődése mellett.
A munka termelékenységének emelkedése azt jelenti, hogy az állandó tőke a változó tőkéhez viszonyítva gyorsabban növekszik. S mivel az értéktöbblet kizárólag a változó tőke funkciója, nyilvánvaló, hogy a profitráta (az értéktöbbletnek az egész tőkéhez, nem pedig csupán változó részéhez való viszonya) csökkenő tendenciát mutat. Marx részletesen elemzi ezt a tendenciát és behatóan foglalkozik számos olyan körülménnyel, amely ezt leplezi vagy az ellenkező irányban hat.”

## A szocializmusról

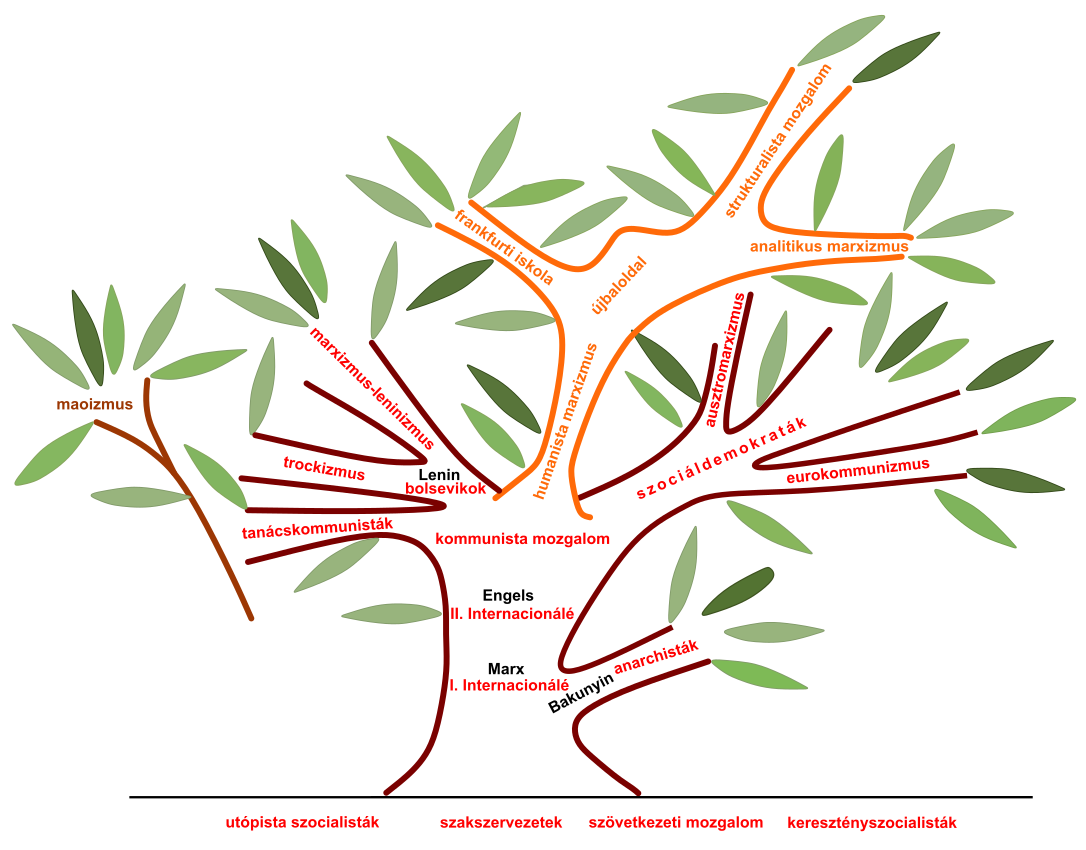
A marxizmus családfája

A szocialista eszmei áramlatok, először a 19. század folyamán jelentek meg. Az ehhez kapcsolódó ideológiák, így a marxizmus is elveti a magánérdek elsődlegességét és előtérbe helyezi a kollektivizmust, a társadalmi egyenlőséget és a szolidaritást. Az 1917-es októberi orosz forradalom után Oroszországban, a Szovjetunióban, majd a második világháború után a keleti blokk országaiban kiépült marxista–leninista autoriter politikai rendszerek hivatalosan szocialistának tekintették magukat. Marx így vélekedett a szocializmusról:
»Ha szocializmusról vagy kommunizmusról beszélgetünk, igen gyakori eset, hogy az emberek magát a lényeget illetően teljesen igazat adnak nekünk, és kijelentik, hogy a kommunizmus igen szép dolog; de, mondják aztán, lehetetlenség ilyesmit valaha is valóra váltani.«
A marxista vélekedés szerint a kapitalizmus meghaladása a szocializmus, mely átmenetet képez a kommunizmusba. Az osztály nélküli társadalom kiépítése a végső cél, ahol a megtermelt javakból mindenki szükségletei szerint részesedik. A 20. században a Szovjetunióból kiindult marxista–leninista, sztálinista, később maoista, illetve az ezekből kinőtt további irányzatok voltak azok, amelyek a 20. században a szocializmust építették. A keleti blokk országaiban „létezett” szocializmus megítélése nagyon vegyes, a második világháború után népi demokráciának nevezték. Ez még nem volt igazi proletárdiktatúra, de már nem is volt kapitalizmus. Magyarországon 1962-ben jelentették ki, hogy lerakták a szocializmus alapjait. A fejlett szocializmust és a kommunizmus építését csak a Szovjetunió deklarálta. A blokk összeomlását követően úgynevezett posztszocialista rendszer működött, mely újra a kapitalista berendezkedés irányába mozdult el.
Látható a marxizmus családfáján, hogy milyen irányzatok fejlődtek ki és melyik irányba haladtak vagy éppen már (még) nem fejlődtek tovább. Kommunista egypártrendszeren alapuló állam a 21. század elejére már csak öt maradt. Ezek közül Észak-Korea „dzsucse” típusú kommunista diktatúra, Kuba hagyományos kommunista diktatúra, míg Kína, Laosz és Vietnám reformkommunista diktatúra. Ezek sajátos módon azok és csak azok az államszocialista országok, amelyekkel az Egyesült Államok a történelmük során közvetlen fegyveres konfliktusba került.

## A marxizmus Nyugaton
A második világháború után Nyugaton, nagyrészt a szovjet gyakorlat kritikájaként, a baloldali értelmiség körében teret kapott a marxizmus humanista értelmezése, főleg miután Marx korai írásai szélesebb körben ismertté váltak. Ez egyre jobban elválasztotta a marxizmus elmélete iránti nyugati érdeklődést a Szovjetunióban uralkodó bürokratikus rendszertől.
A 21. században több nyugati államban is próbálkoznak a marxizmus egyes elemeit alkalmazni, Franciaországban Emmanuel Macront, Kanadában Justin Trudeau kormányát mondják kritikusaik marxista kormányzásnak, valamint néhány közép- és dél-amerikai országban is reneszánszát éli a marxista politika.[forrás?]

## A marxizmus kritikája
Különböző politikai ideológiák természetesen különbözőképpen bírálták a marxista ideológiát. Mind jobb és bal oldalról is kapott éles bírálatokat a marxizmus. Az azonban vitathatatlan, hogy az egyetlen olyan, az egész emberiségre vonatkozó ideológia, melynek megvalósítási kísérlete lezajlott. Az eredményt úgy kell értelmezni, hogy Marx követői az ő útmutatása alapján cselekedtek és eljutottak valahova. Marx azt írta: „A filozófusok a világot csak különbözőképpen értelmezték, de a feladat az, hogy megváltoztassuk.”
A marxisták azonban a kitűzött végső célt, az osztály nélküli társadalmat nem tudták megvalósítani. Egy mára közhelyessé vált, a kommunizmus fekete könyve szerinti állítás alapján ez legalább százmillió ember életébe került. Ez olyan mértékű pusztítás lenne, ami többszörösen meghaladja a nemzetiszocializmus összes áldozatainak számát és több, mint tizenhatszorosa például a holokausztnak. Sokan azonban ezt számmisztikának tartják, például Noam Chomsky kifejti, hogy A kommunizmus fekete könyve módszerével dolgozva ki lehetne mutatni, hogy az indiai „demokratikus kapitalista kísérletnek” a halálozási ráták India és Kína közötti különbsége alapján csupán Indiában több áldozata volt, mint a kommunizmusnak 1917 óta világszerte." Daniel Bensaïd, francia filozófus szerint hasonló halálozási listákat a gyarmatosítás, az imperializmus és a kapitalizmus számlájára is össze lehetne állítani a 19. és a 20. századra vonatkozóan.

### Angolul
- Critical Companion to Contemporary Marxism, Edited by Jacques Bidet and Stathis Kouvelakis. Historical Materialism 16. Brill. Leiden, 2008. 813 p. ISBN 9789004145986
- The History of Marxism, Vol. 1: Marxism in Marx's Day, edited: Eric Hobsbawm, Indiana University Press; 1st edition (February 1982), 349 p. ISBN 0253328128
- Tom Bottomore (ed.): A Dictionary of Marxist Thought, Basil Blackwell, Oxford 1983.
- Bob Jessop – Charlie Malcolm-Brown (eds.): Karl Marx’s Social and Political Thought: Critical Assessments. 4 Vols. London, Routledge, 1990.
- Bob Jessop – Russell Wheatley (eds.): Karl Marx’s Social and Political Thought: Critical Assessments. [második sorozat] 4 Vols. London, Routledge, 1999.
- David Walker, Daniel Gray: Historical dictionary of Marxism, The Scarecrow Press, Lanham – Toronto – Plymouth 2007. 402. p. ISBN 0810854589

### Olaszul
- Storia del marxismo, Eric Hobsbawm et al., Torino, G. Einaudi, 1978–1982.
  - Vol. 1: Il marxismo ai tempi di Marx.
  - Vol. 2: Il marxismo nell'etá della Seconda Internazionale.
  - Vol. 3/1: Il marxismo nell'etá della Terza Internazionale : dalla rivoluzione d'Ottobre alla crisi del '29.
  - Vol. 3/2: Il marxismo nell'etá della Terza Internazionale : dalla crisi del '29 al XX Congresso.
  - Vol. 4: Il marxismo oggi.

## Bibliográfiák
- Andrew Chitty: A MARX BIBLIOGRAPHY (with sections on the Young Hegelians and 20th-century Marxists) (angol nyelven). University of Sussex, England, 2012. március 17. (Hozzáférés: 2013. június 15.)
- Andrew Chitty: Karl Marx bibliography of online papers (angol nyelven). philpapers.org/, 2013. június 15. (Hozzáférés: 2013. június 15.)